# Дальлаг

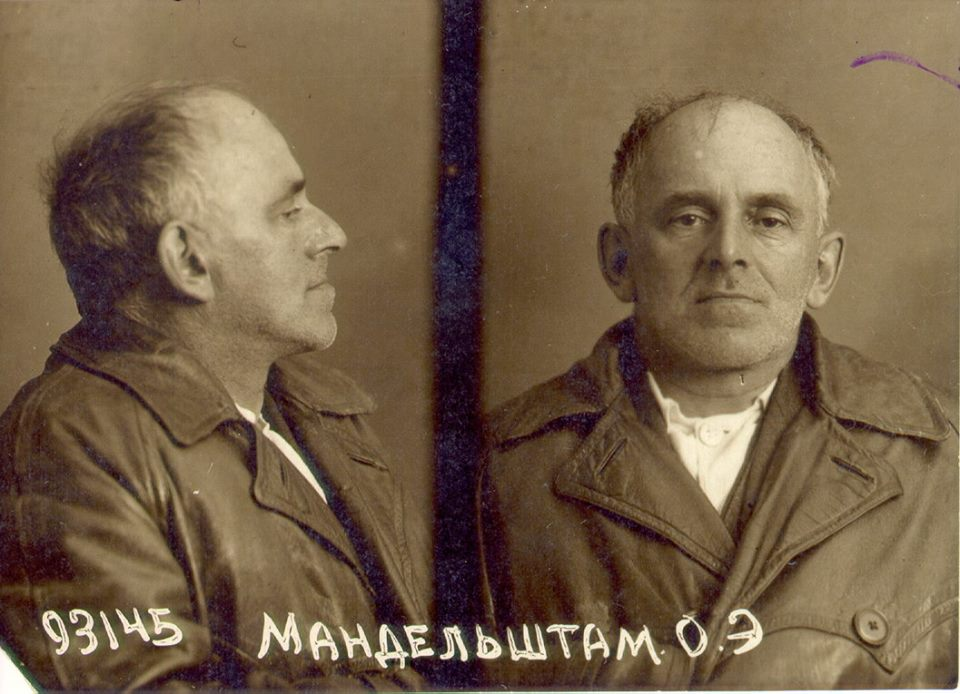
О. Э. Мандельштам — советский поэт, погибший в Дальлаге

Дальла́г (Дальневосточный исправительно-трудовой лагерь) — подразделение, действовавшее в структуре Главного управления исправительно-трудовых лагерей Народного комиссариата внутренних дел СССР (ГУЛАГ НКВД СССР) (не путать с Дальним лагерем МВД, Особлагом № 11 в Экибастузе, который также называли Дальлагом).

## История
Дальлаг организован в соответствии с Постановлением Совета Народных Комиссаров СССР от 11 июля 1929 года году и реформирован в 1938 году. Управление лагеря находилось в г. Хабаровск и к 1938 году подчинялось непосредственно ГУЛАГ НКВД.
Максимальное единовременное количество заключённых могло достигать более 112 000 человек.
В 1937 году на базе Отдела шоссейно-дорожного строительства был сформирован новый Шосдорлаг.
Дальлаг был расформирован в 1939 году. После расформирования на базе лагерей Дальлага были сформированы:
- Владивостокский исправительно-трудовой лагерь,
- Хабаровский исправительно-трудовой лагерь,
- Средне-Бельский исправительно-трудовой лагерь,
- Бирский исправительно-трудовой лагерь и
- Строительное Управление № 201.

## Производство
Производственная деятельность Дальлага была разносторонней с основными силами заключённых занятыми в добыче угля и других полезных ископаемых, лесозаготовках и строительстве. Ряд объектов, возведённых силами заключённых Дальлага, действует и по сей день.